# Ołeksandr Irwaneć
Ołeksandr Wasylowycz Irwaneć (ukr. Олександр Васильович Ірванець, ur. 24 stycznia 1961 we Lwowie) – ukraiński poeta, prozaik i dramaturg.

## Życiorys
Dorastał w Równem na Wołyniu. Jest absolwentem szkoły średniej nr 18 w Równem (1976), Dubieńskiego Pedagogicznego Koledżu RDHU w Dubnie (1980) oraz Instytutu Literatury im. Maksyma Gorkiego w Moskwie (1989).
W 1985 we Lwowie założył grupę literacką Bu-Ba-Bu, do której należeli także Jurij Andruchowycz oraz Wiktor Neborak.
Od 1990 do 2022 mieszkał w Irpeniu pod Kijowem. W 1995 r. został laureatem nagrody Helen Szczerban-Lipki (USA) oraz stypendystą Akademii Schloss Solitude (Niemcy). W 2000 i 2002 r. był członkiem jury festiwalu Bonner Biennale.
Członek ukraińskiego Pen Clubu. Od 2022 r. mieszka w Berlinie.

## Twórczość

### Poezja
W 1987 debiutował tomikiem poezji Wohnyszcze na doszczi (ukr. Вогнище на дощі, 1987), ujawniając swój talent w dziedzinie poetyckiego pastiszu, trawestacji oraz parodii. W swoim tomiku odniósł się również do aktualnych wydarzeń społeczno-politycznych na Ukrainie. Kolejny tomik to Tiń wełykoho kłasyka (ukr. Тінь великого класика, 1991) oraz inne wiersze.
Poszczególne wiersze tłumaczone były na angielski, białoruski, francuski, niemiecki, polski, rosyjski i szwedzki. Cześć jego poezji prezentowała „Literatura na Świecie” (nr 10, 1995). Jego poezje można także znaleźć w rosyjskich czasopismach, m.in. na łamach „Litieraturnej uczoby” (ukr. Литературнa учёбa) і „Drużby narodów” (ukr. Дружбa народов).
Jego poezję stanowią część dwóch antologii Bohdana Zadury:
- Wiersze zawsze są wolne. Przekłady z poezji ukraińskiej (Biuro Literackie – Kolegium Europy Wschodniej im. Jana Nowaka-Jeziorańskiego, Wrocław 2005, ISBN 83-8851-563-2; wydanie 2: Biuro Literackie – Kolegium Europy Wschodniej im. Jana Nowaka-Jeziorańskiego, Wrocław 2007, ISBN 978-83-60602-46-1)
- oraz 100 wierszy wolnych z Ukrainy (Biuro Literackie, Kołobrzeg 2022, ISBN 978-83-67249-06-5).

### Proza
Jego powieść Riwne! Rowno! (ukr. Рівне! Ровно!) opublikowano w kwietniowych i majowych 2001 r. numerach czasopisma „Kurjer Krywbasu” (ukr. Кур`єр Кривбасу). W 2013 r. ukazała się jego powieść Choroba Libenkrafta.
W 2003 r. wydał zbiór opowiadań „Oczamymria” (Очамимря). W miesięczniku „Twórczość” z grudnia 2005 r. ukazało się jego opowiadanie Play the Game (2004).

### Dramaty
W latach 90. XX w. zaczął pisać i wygłaszać swoje dramaty: Krótka sztuka o zdradzie dla jednej aktorki (1993), Wielkanocna elektryczka (1994), Recording (1995), Na żywo (1995) – wszystkie zostały przetłumaczone na polski przez Przemysława Tomanka i zebrane w tomie Recording i inne utwory. Jego dramaty również zainteresowały publikę. W Niemczech tłumaczono je oraz wystawiano na deskach teatrów. W Polsce utwór Recording doczekał się realizacji radiowej.

### Tłumaczenia
Na język ukraiński tłumaczył dzieła Janusza Głowackiego i Janusza Korczaka.